# Hemerobius australis
Hemerobius australis är en insektsart som beskrevs av Walker 1853. Hemerobius australis ingår i släktet Hemerobius och familjen florsländor. Inga underarter finns listade i Catalogue of Life.